# Amnirana lepus
Espèce
Synonymes
- Chiromantis lepus Andersson, 1903
- Hylarana lepus (Andersson, 1903)
- Rana zenkeri Nieden, 1908

Statut de conservation UICN

 LC  : Préoccupation mineure
Amnirana lepus est une espèce d'amphibiens de la famille des Ranidae.

## Répartition
Cette espèce se rencontre, :
- au Cameroun ;
- au Gabon ;
- en Guinée équatoriale ;
- dans le sud-ouest de la République centrafricaine ;
- dans le nord de la République démocratique du Congo ;
- en République du Congo.

Sa présence est incertaine en Angola.

## Publication originale
- Andersson, 1903 : Neue Batrachier aus Kamerun, von den Herren Dr. Y. Sjöstedt und Dr. R. Jungner gesammelt. Verhandlungen des Zoologisch-Botanischen Vereins in Wien, vol. 53, p. 141-145 (texte intégral).